# Historia Wielkiej Brytanii

## Starożytność

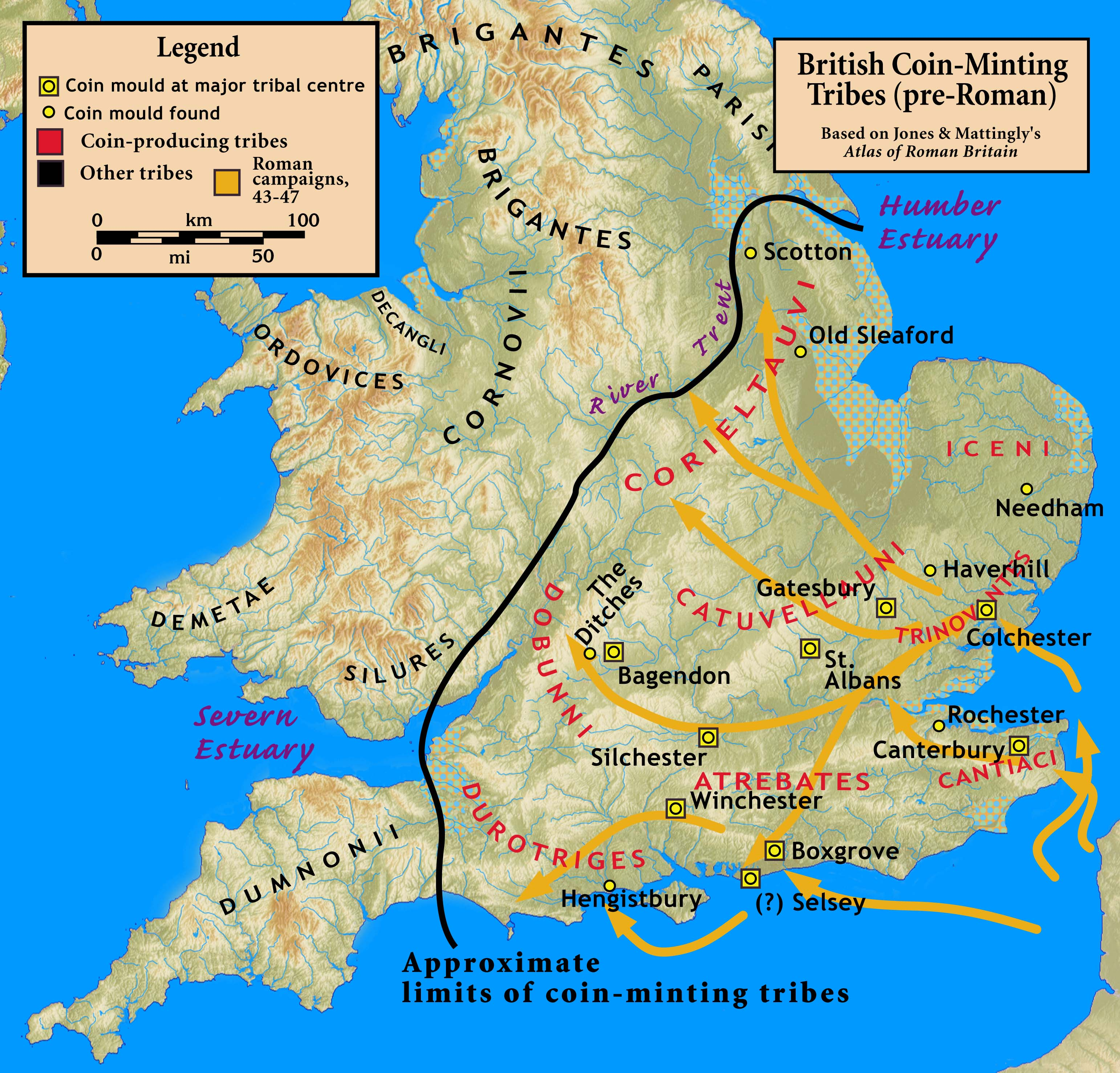
Podbój Brytanii

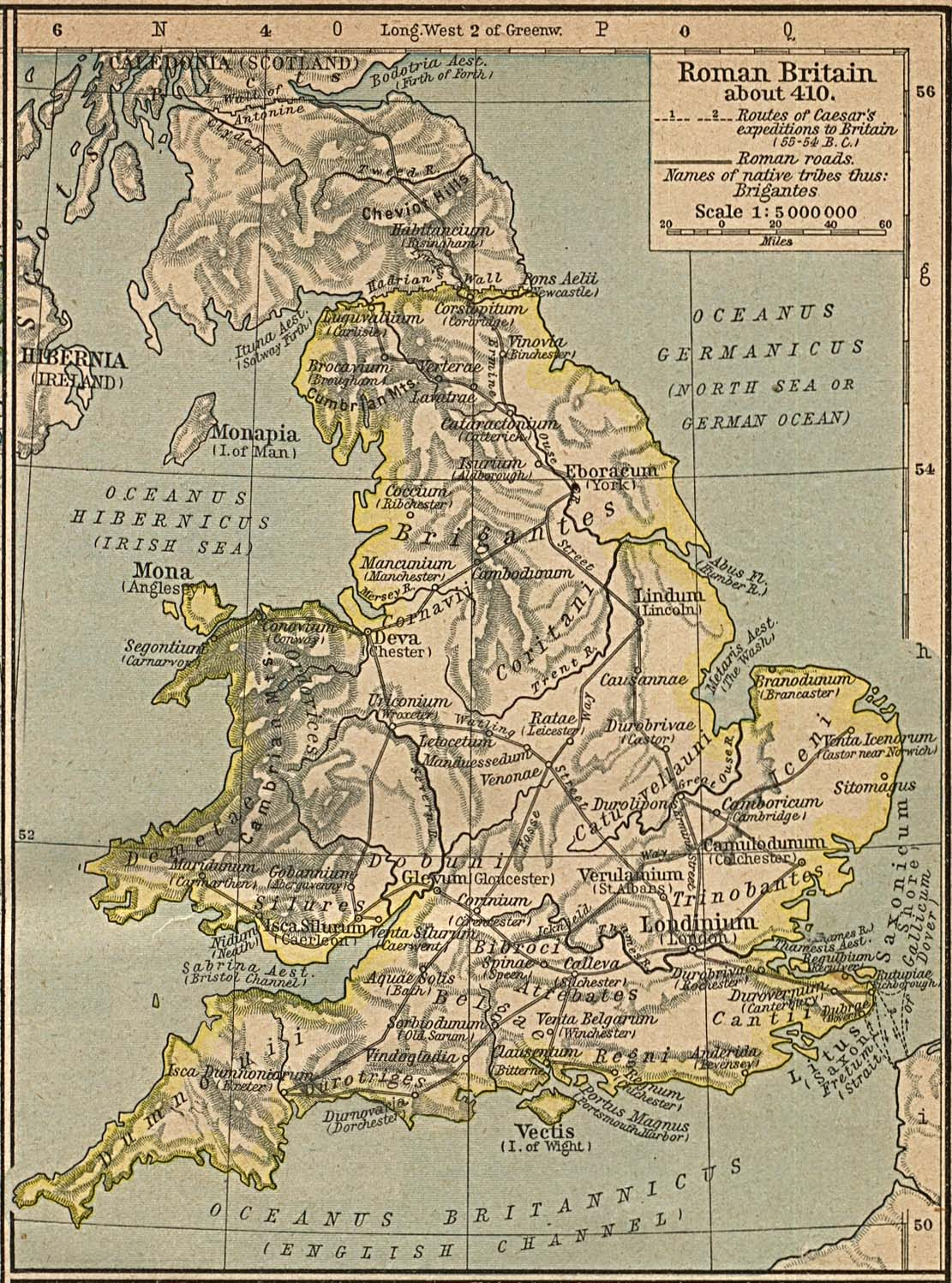
Brytania w 410 roku

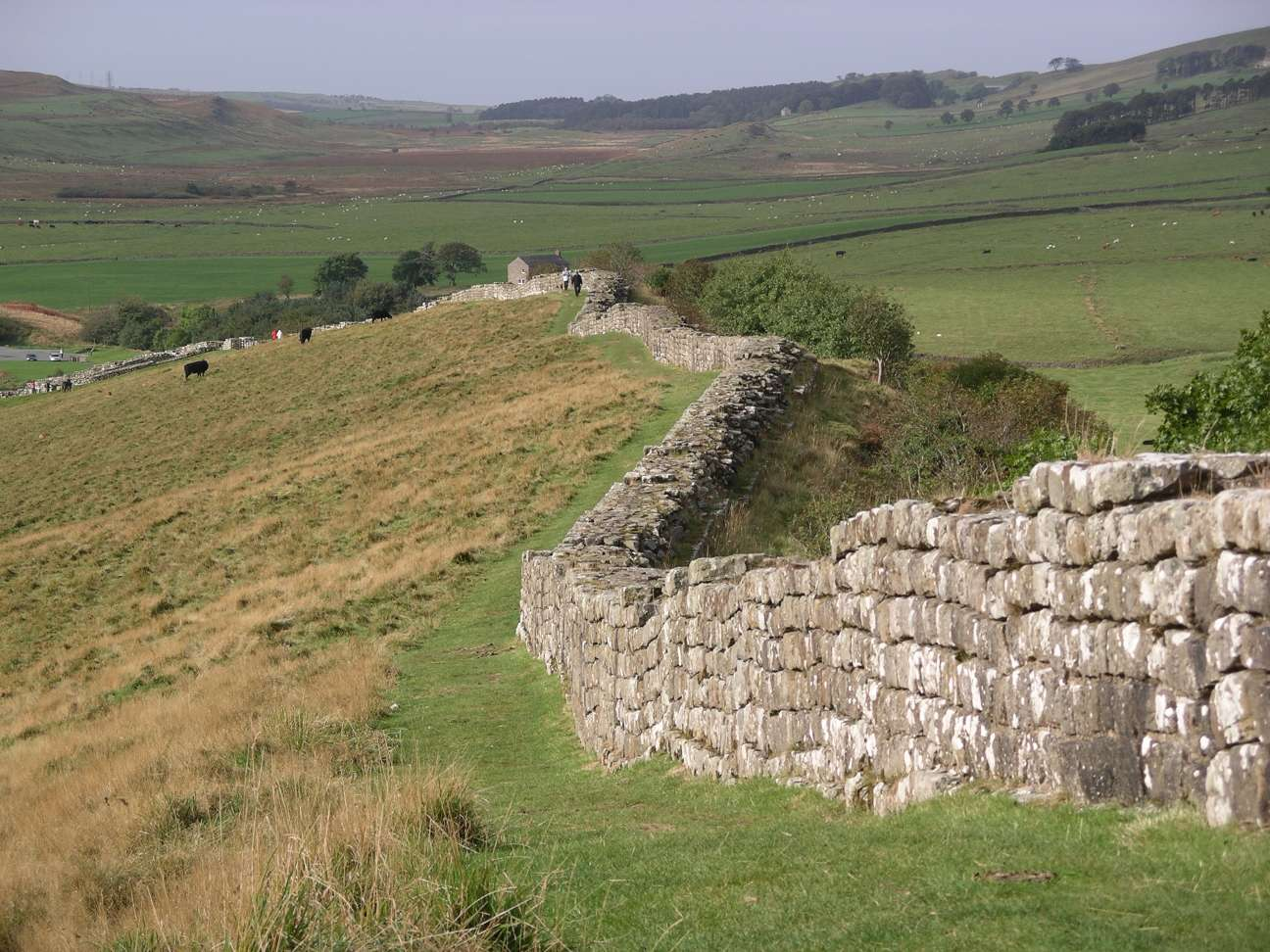
Mur Hadriana

W starożytności obszar dzisiejszej Wielkiej Brytanii zaczął być zasiedlany przez plemiona celtyckie. Prawdopodobnie przybyli oni z centralnej lub wschodniej Europy. Znając metody obróbki żelaza, dysponowali lepszą bronią niż dotychczasowi mieszkańcy wyspy (nadal uzależnieni od brązu). Przypuszcza się, iż napór obcych plemion spowodował ich migracje na obszar dzisiejszej Walii, Szkocji i Irlandii. Celtowie stale napływali do Brytanii przez kolejne 700 lat i zajmowali szczególne miejsce w jej dziejach, gdyż to z nich właśnie wywodzi się spora część ludności zamieszkującej obecnie Szkocję, Kornwalię, Walię i Irlandię. Ich kultura oraz język zostały przyjęte przez ówczesnych mieszkańców wyspy.
W I wieku p.n.e. Brytanię najechali Rzymianie pod wodzą Juliusza Cezara, co znalazło odbicie w V księdze jego pamiętników O wojnie galijskiej. Przyczyną tej inwazji była znaczna pomoc udzielana galijskim Celtom, którym dostarczano żywność i udzielano schronienia na wyspie. Rzymianie chcieli powstrzymać te praktyki oraz przejąć kontrolę nad tamtejszą produkcją żywności oraz cennymi złożami naturalnymi, między innymi tak bardzo potrzebnym w imperium ołowiem. W trakcie dwóch pierwszych prób inwazji na Brytanię, dokonanych przez Cezara w 55 i 54 roku p.n.e., nie zdobyto żadnych terytoriów. Właściwy podbój Brytanii przez Rzymian rozpoczął się w roku 43 n.e.. Nie był on trudny dzięki przewadze wojskowej oraz walkom, jakie toczyli między sobą Celtowie. Największym aktem oporu było powstanie Celtów pod przywództwem Budyki około roku 60, lecz i to zostało stłumione. Rzymianie nie zdołali tylko podbić Kaledonii, czyli dzisiejszej Szkocji, która jednak nie miała dla nich wielkiej wartości (niewielkie złoża mineralne i mało ziemi nadającej się do uprawy). Ostatecznie na granicy pomiędzy Kaledonią a terenami przez nich zajętymi zbudowano fortyfikacje. W latach 121–129 powstał Mur Hadriana, a w roku 142 Mur Antonina.
Od około roku 367 wzmogły się ataki Celtów z Kaledonii. Wojsko rzymskie miało coraz większe kłopoty z ich odpieraniem. Było to odbiciem sytuacji, która miała miejsce na kontynencie i która wieszczyła początek końca panowania Rzymian w Brytanii. W 409 roku ostatni żołnierze rzymscy zostali wycofani z Brytanii, a zromanizowani Celtowie pozostawieni sami sobie w obliczu najazdów.
Widocznymi śladami pobytu Rzymian w Brytanii są zbudowane przez nich drogi. Były one używane jeszcze długo po ich odejściu. W tym okresie powstało także wiele miast. Niektóre z nich były początkowo obozami wojskowymi (po łacinie castra). Pochodne tego wyrazu można odnaleźć w nazwach miast takich jak Lancaster, Winchester, Leicester, Gloucester.

## Średniowiecze do XI w.
W V w. Anglia została podbita przez plemiona anglosaskie, które z czasem stworzyły system państw, zwany heptarchią, na który składało się 7 głównych królestw walczących o hegemonię. Pod koniec tego samego wieku rozpoczęła się chrystianizacja tych ziem. W IX w. największe znaczenie uzyskało Wessex. W tych czasach rozpoczęły się najazdy Normanów na Wyspy Brytyjskie, którzy podbili znaczną część Anglii, tworząc na tych obszarach tzw. Danelaw.

## Średniowiecze od XI w.
W XI w. Normanowie z francuskiej Normandii podjęli udaną inwazję na Anglię, a jej królem został w 1066 ich dowódca Wilhelm I Zdobywca. Po wygaśnięciu dynastii normandzkiej (1135) na tronie Anglii zasiedli w 1154 Plantageneci.
W XI-XIII w. dokonał się podbój Walii, a rozpoczął Irlandii i Szkocji.
W 1337 Edward III wysunął roszczenia do dziedzictwa tronu francuskiego po Kapetyngach, co doprowadziło do wybuchu wojny stuletniej w latach 1337–1453. W 1399 na tronie Anglii zasiedli Lancasterowie.
W 1455 wybuchły walki o tron między Lancasterami a Yorkami (tzw. wojna Dwóch Róż), które zakończyły się w 1485 objęciem tronu przez Henryka VII z dynastii Tudorów.

## XVI wiek

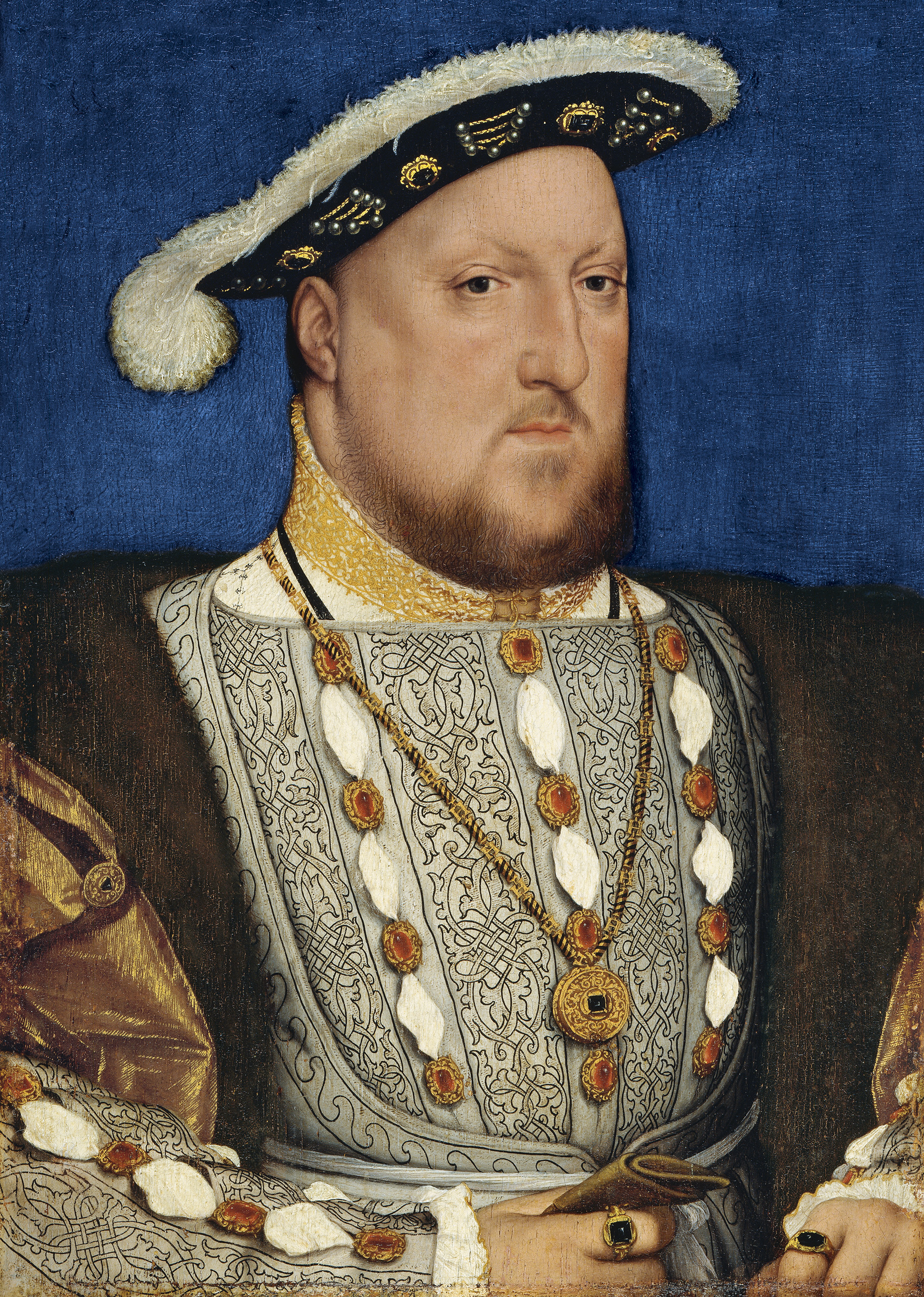
Henryk VIII Tudor

W 1534 Henryk VIII uniezależnił Kościół Angielski od Stolicy Apostolskiej, ogłaszając się jego głową, a przez to tworząc nowe wyznanie religii chrześcijańskiej – anglikanizm. Zręczna polityka wewnętrzna i zagraniczna królowej Elżbiety I zapewniła Anglii silną pozycję międzynarodową. Pokonanie za jej panowania hiszpańskiej Wielkiej Armady (1588) wzmocniło mocarstwowy status państwa angielskiego i stworzyło podstawy jego morskiej potęgi.

## XVII wiek
Po wygaśnięciu Tudorów w 1603 władzę przejęli szkoccy Stuartowie, łącząc oba państwa unią personalną. W 1640 Karol I Stuart pokłócił się z parlamentem o prawo do nakładania podatków. Wybuchła wojna domowa (rewolucja angielska). W 1649 zbuntowani purytanie ścięli króla Karola I.
W 1658 zmarł Oliver Cromwell, ojciec rewolucji angielskiej. Władzę przejął wówczas jego syn Richard Cromwell. Rządził on jednak nieudolnie i nie miał posłuchu w armii, co wykorzystali rojaliści.
W 1660 parlament angielski wybrał na króla Karola II Stuarta (1660-1685). Dokonała się tzw. restauracja Stuartów. Następca Karola II, Jakub II Stuart dążył (według jego zwolenników) do zrównania katolicyzmu z anglikanizmem, lub (według wrogów jego polityki) do uczynienia katolicyzmu religią panującą. Protestanccy Anglicy znosili to, gdyż wiedzieli, że prawo do sukcesji tronu ma szwagier Jakuba – Wilhelm III Orański. Lecz Maria Modeńska urodziła Jakubowi syna. Wówczas zarówno Wigowie, jak i dotychczas sprzyjający władcy torysi, poparli Wilhelma III i wezwali go do kraju. Wilhelm przybył z armią do Anglii, zmuszając Jakuba do ucieczki do Francji. Wydarzenia te zwane są „chwalebną rewolucją”.

## XVIII wiek

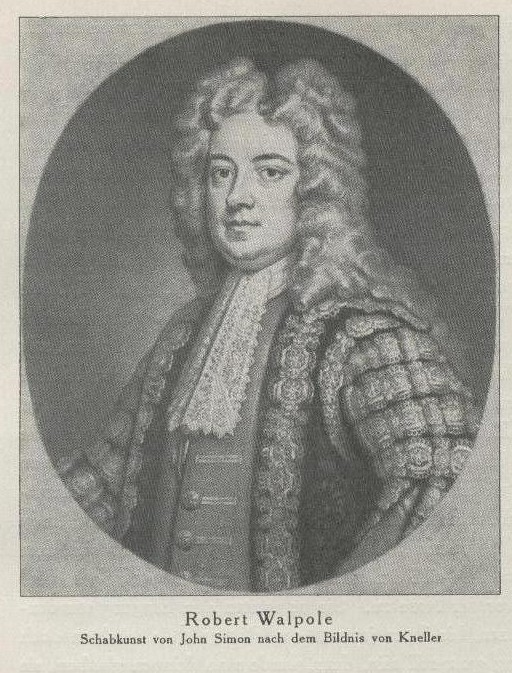
Sir Robert Walpole

W 1707 dotychczasowa unia personalna łącząca Anglię ze Szkocją została przekształcona w unię realną. Powstało wówczas Królestwo Wielkiej Brytanii. W 1714 na jego tronie zasiedli władcy z dynastii hanowerskiej. W XVIII w. Wielka Brytania podejmowała walkę z Francją o dominację morską i kolonialną zdobywając na podstawie pokoju w Utrechcie (1713) Gibraltar, Akadię i Nową Fundlandię.
W latach 1721–1742 premierem był Sir Robert Walpole, który stworzył podwaliny pod nowoczesny system gabinetowy; w którym premierem zostawał szef zwycięskiej partii; wszyscy ministrowie musieli wywodzić się z tej samej partii i odpowiadać przed nim. Rola króla została zmarginalizowana. Walpole był pacyfistą, jednak w 1739 opinia publiczna i opozycja zmusiły go do wypowiedzenia wojny Hiszpanom.
W wojnie o sukcesję austriacką (1741-1748) Brytyjczycy popierali cesarzową Marię Teresę i Austrię, a w wojnie siedmioletniej (1756-1763), króla Prus Fryderyka II, przeciw Austrii, Francji i Rosji. Pokój paryski z 1763, kończący wojnę siedmioletnią, przyniósł Brytyjczykom Kanadę, Luizjanę i Florydę oraz zdobycze w Indiach, a także położył fundament pod imperialną hegemonię Wielkiej Brytanii w świecie.
Jednakże hegemonia brytyjska szybko uległa zachwianiu gdy w wyniku amerykańskiej walki o niepodległość 1775-1783 Wielka Brytania musiała uznać niepodległość swoich 13 kolonii i powstanie USA. W 1793 Wielka Brytania przystąpiła do wojny przeciwko rewolucyjnej i napoleońskiej Francji.

## XIX wiek

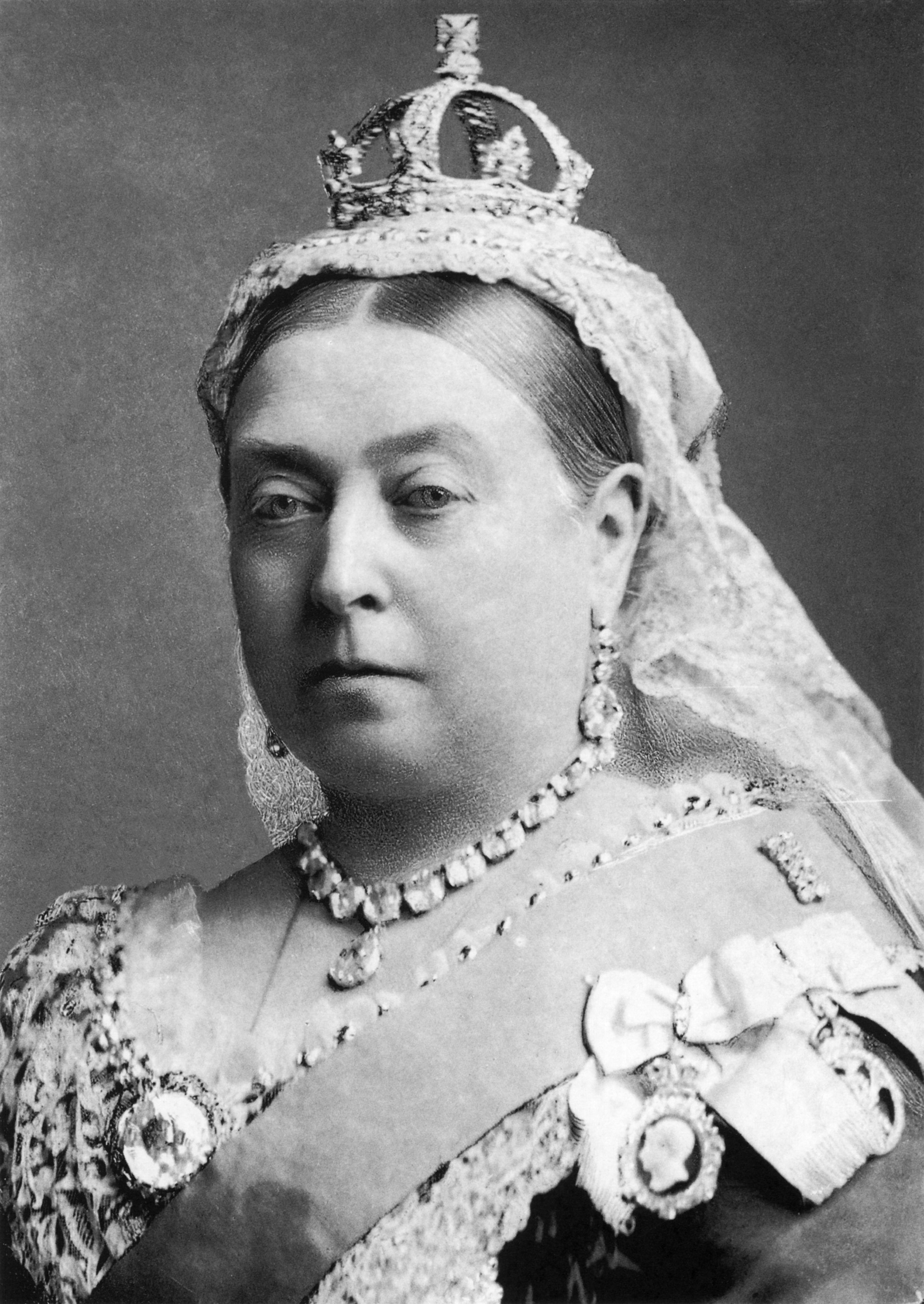
Wiktoria Hanowerska

W 1800 kolonie brytyjskie na Półwyspie Indyjskim obejmowały jego południową i wschodnią część oraz prawie całe dorzecze rzeki Ganges na północy półwyspu. Terytoria te posłużyły później jako przyczółki do dalszego podboju subkontynentu indyjskiego. W latach 1802–1818 Brytyjczycy opanowali, w drodze podbojów lub przez subsydia dla władców księstw Marathów, całą środkową część półwyspu. Zaś w latach 1814–1816 wtargnęli do Nepalu na przedgórzach Himalajów, natrafiając tam jednakże na silny opór wojowniczych Gurkhów. Później w latach 1824–1826 zajęli wschodnią prowincję Asam, graniczącą z Chinami i Birmą na Półwyspie Indochińskim.
Głównym celem kolonizatorów było wykorzystanie ludnych terytoriów indyjskich jako rynków zbytu na towary przemysłowe, zwłaszcza tkaniny bawełniane, produkowane fabrycznie w Wielkiej Brytanii, oraz pozyskanie surowców i towarów kolonialnych dla potrzeb metropolii. Między innymi zadbali o utworzenie wielkich plantacji herbaty w prowincjach Madras i Asam, gdzie warunki glebowo-klimatyczne były ku temu najbardziej sprzyjające. Brytyjska Kompania Wschodnioindyjska znajdowała też inne źródła dochodu, m.in. wprowadzając monopol solny i monopol na opium.
Do 1815 Wielka Brytania zainicjowała 6 koalicji antynapoleońskich. W 1801 utworzono Zjednoczone Królestwo Wielkiej Brytanii i Irlandii. W 1837 tron objęła królowa Wiktoria, panująca do 1901, pod rządami której Wielka Brytania stała się największym imperium światowym. W 1875 Anglicy dokonali zakupu akcji Kanału Sueskiego, a także m.in. w 1878 zajęli Cypr, w 1882 Egipt, w 1886 objęli zwierzchnictwo nad Birmą, do 1898 podbili Sudan.

## Lata 1901–1945

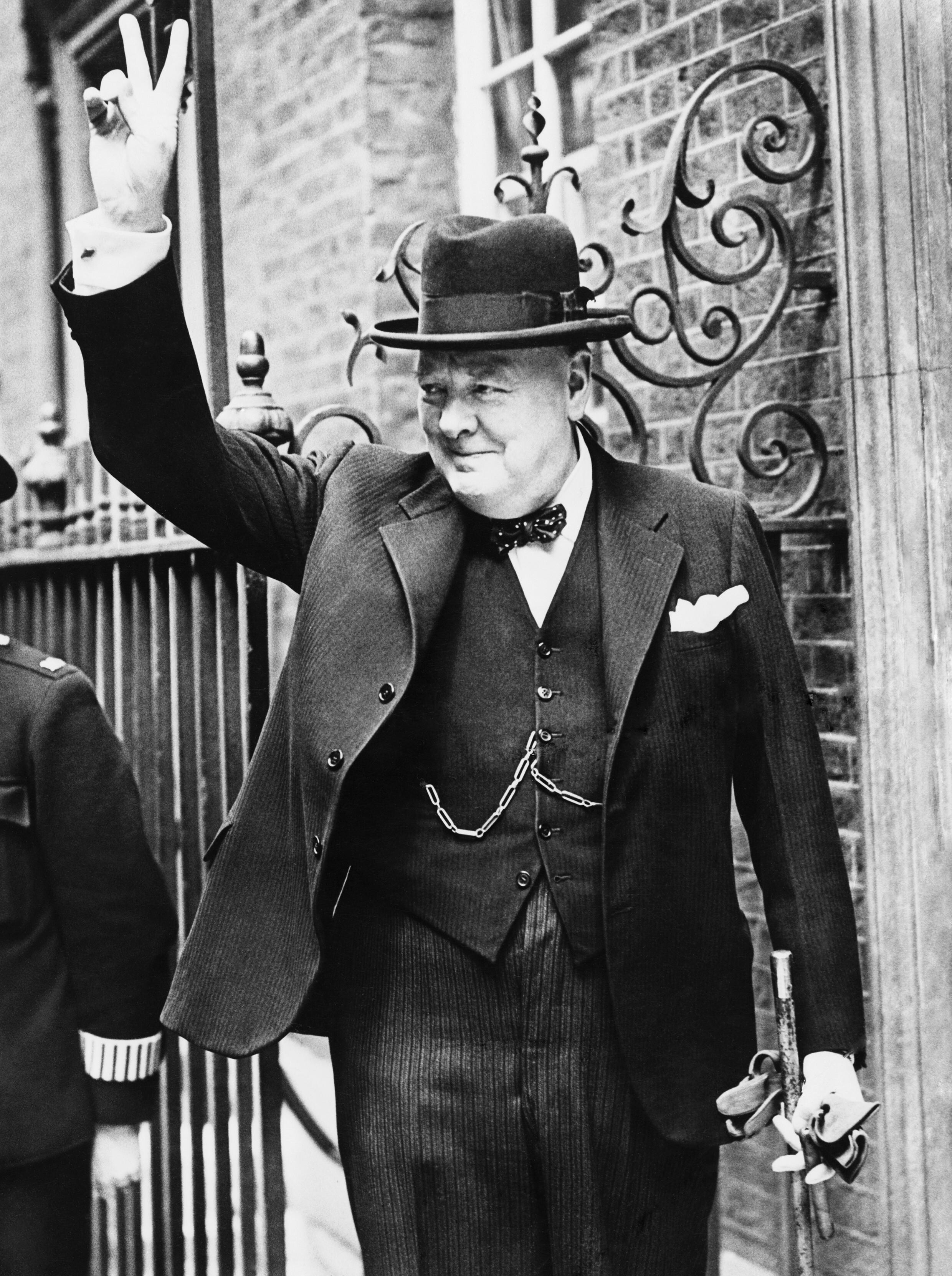
Winston Churchill

W 1901 na tronie zasiedli władcy z dynastii koburskiej (od 1917 zwanej windsorską), panującej w Wielkiej Brytanii do dziś. W 1902, w celu powstrzymania ekspansji rosyjskiej na Bliskim Wschodzie, Wielka Brytania zawarła sojusz z Japonią. W sierpniu 1914 Wielka Brytania wypowiedziała Niemcom wojnę. Po zakończeniu I wojny światowej globalna pozycja mocarstwowa Wielkiej Brytanii wciąż była wiodąca wśród pozostałych mocarstw świata – w 1922 r. Imperium brytyjskie osiągnęło powierzchnię 33,7 mln km kw. Lecz wkrótce uległa ona zachwianiu, gdyż liczne dominia brytyjskie stały się suwerenne np.: Kanada, Australia, Nowa Zelandia – Statut Westminsterski (1931), zaś gospodarczo Wielką Brytanię dystansowały Stany Zjednoczone, a militarnie – Niemcy. W 1936 Irlandia uzyskała niepodległość, Wielkiej Brytanii pozostała jedynie Irlandia Północna, czyli Ulster. Po ataku Niemiec w 1939 na Polskę Wielka Brytania wypowiedziała Niemcom wojnę, która ostatecznie zburzyła jej imperialną pozycje na świecie. Wszystkie jej kolonie uzyskały do lat 60. suwerenność.

## Historia Wielkiej Brytanii po 1945 roku
W 1945 Wielka Brytania została członkiem założycielem ONZ i stałym członkiem Rady Bezpieczeństwa ONZ. W 1949 uzyskała członkostwo w NATO, w latach 1960–1972 była członkiem EFTA, a od 1973 do 2020 EWG (następnie Unii Europejskiej).
W 1979 władzę przejęła Partia Konserwatywna, która utrzymała ją aż do 1997. Pozycja konserwatystów uległa dodatkowo umocnieniu po udanej interwencji na Falklandach, które zostały zajęte przez Argentynę w 1982. W 1991 siły Wielkiej Brytanii wzięły udział w operacji uwolnienia Kuwejtu spod okupacji Iraku, a od 1992 biorą udział w siłach pokojowych ONZ w Jugosławii. W 1997, zgodnie z wcześniejszymi umowami, oddała Chinom Hongkong. W XXI wieku Wielka Brytania powróciła jako jedna z wiodących potęg w nowoczesnym świecie poprzez udział militarny w II wojnie w Zatoce Perskiej (po stronie USA) i zaangażowanie w byłej Jugosławii. W 2007 r. Wielka Brytania wraz z Francją poparła ideę wysłania sił ONZ do Darfuru.